# Star Trek IV: Cesta domů
Star Trek IV: Cesta domů (též Star Trek IV: Návrat domů, v anglickém originále Star Trek IV: The Voyage Home) je americký sci-fi film studia Paramount Pictures a režiséra Leonarda Nimoye (hrajícího pana Spocka), čtvrtý na motivy Star Treku. Do kin byl uveden v roce 1986 a celosvětově vydělal 133 milionů dolarů. Děj přímo navazuje na předchozí snímek Star Trek III: Pátrání po Spockovi (1984), admirál James T. Kirk se vrací se svojí posádkou z planety Vulkán zpět na Zemi, kterou ale ohrožuje mimozemská sonda. Kirk se s přáteli a s hvězdnou lodí přesune do minulosti (konkrétně do roku 1986), odkud musí přivézt velryby, ve 23. století již vyhubené, jež jsou jako jediné schopny sondě odpovědět a zachránit tak celou planetu.

## Příběh
První část filmu se odehrává v roce 2286, její začátek je určen hvězdným datem 8390.0. Obrovská válcová sonda putuje vesmírem a vysílá nesrozumitelný signál, který zcela ochromuje energii lodí, kolem nichž proletí. Poté, co dospěje k oběžné dráze Země, vypadne kvůli jejímu signálu celosvětová rozvodná síť, zionizuje se atmosféra a oceány se začnou vypařovat do mraků nepropouštějící sluneční záření. Velitelství Hvězdné flotily společně s prezidentem Spojené federace planet vyšle nouzový planetární signál a varuje všechny lodě, aby se k Zemi nepřibližovaly.
Mezitím bývalí důstojníci lodi USS Enterprise přebývají po událostech filmu Star Trek III: Pátrání po Spockovi tři měsíce v exilu na planetě Vulkán. Společně s Vulkáncem Spockem, který se stále zotavuje ze vzkříšení, odletí z planety klingonským Dravcem, jehož získali v minulém snímku, zpět domů, na Zemi, aby čelili obviněním z krádeže Enterprise a jejího následného zničení. Při poslechu nouzového vysílání Hvězdné flotily zjistí Spock, že sonda vysílá signálem zpěv již vyhynulých keporkaků a že bude pokračovat tak dlouho, dokud ji nikdo neodpoví. Posádka se rozhodne použít svoji loď k cestě časem (využijí riskantní manévr gravitačního praku kolem Slunce, které ji dostatečně zrychlí), aby získala velrybu, jež bude schopna sondě odpovědět.
Posádka se dostane přesně 300 let do minulosti, do roku 1986, manévr pro cestu časem ale plavidlo tak energeticky vyčerpal, že zde budou moci zůstat maximálně den, poté se již nedokáží vrátit zpět. Zamaskovaný Dravec přistane v sanfranciském Golden Gate Parku a důstojníci se rozdělí do skupinek splnit svoje úkoly. Kontradmirál James T. Kirk se se Spockem vydá hledat keporkaky, zatímco Montgomery Scott, Leonard McCoy a Hikaru Sulu mají sestavit uvnitř Dravce nádrž pro velrybu. Nyota Uhura se s Pavlem Čechovem snaží najít způsob, jak rekrystalizovat a tak znovunabít lodní dilithiové krystaly, důležitou součást pohonu.
Kirk a Spock objeví pár keporkaků, George a Gracie, o které se v Institutu kytovců stará doktorka Gillian Taylorová a kteří by měli být brzy vypuštěni do volného moře. Kirk se snaží zjistit frekvenci sledovacího vysílače velryb, doktorka však odmítne spolupracovat. Scott, McCoy a Sulu mezitím vymění vzorec na výrobu v té době ještě neznámého průhledného hliníku za materiál potřebný ke stavbě nádrže. Uhura s Čechovem zjistí polohu kotvící vojenské lodi s jaderným pohonem, přičemž zjistí, že se jedná o letadlovou loď Enterprise. Dostanou se na její palubu a začnou sbírat unikající fotony z jejího jaderného reaktoru, brzy jsou však odhaleni její posádkou. Uhura se stačí transportovat, Čechov je při útěku zraněn a zadržen vojáky, kteří ho pokládají za ruského špióna. Kirk s McCoyem a Taylorovou jej ovšem zachrání z nemocnice, kam je převezen kvůli ošetření.
Následující ráno doktorka Taylorová zjistí, že obě velryby byly odvezeny a vypuštěny dříve, aniž by se s nimi stihla rozloučit. To ji rozruší tak, že řekne Kirkovi frekvenci jejich vysílaček, zároveň se ale dostane na palubu Dravce. S klingonskou lodí důstojníci doženou George a Gracie, které se právě snaží ulovit velrybářská loď. Kirk její posádku vyděsí odmaskováním plavidla přímo před přídí a keporkaky s množstvím mořské vody transportuje do nádrže na Dravci. V pořádku a s doktorkou Taylorovou se vrátí do roku 2286, při přiblížení k Zemi ale ztratí kvůli sondě energii a nouzově přistanou na hladině Sanfranciského zálivu, kde George a Gracie odpoví na signál sondy. Díky tomu se začne počasí vracet k normálu a sonda odletí zpět do hlubokého vesmíru. Při vojenském soudu jsou všechna obvinění vůči posádce Enterprise stažena, pouze kontradmirál Kirk je za neuposlechnutí rozkazu nadřízeného důstojníka (viz Pátrání po Spockovi) degradován na kapitána. Kapitán Kirk se svými důstojníky dostane nově pokřtěnou Enterprise-A, se kterou se vydají na další misi, doktorka Taylorová je přidělena na vědeckou loď.

## Obsazení
| William Shatner     | kontradmirál James T. Kirk, velící důstojník                                    |
| Leonard Nimoy       | kapitán Spock, vědecký důstojník                                                |
| DeForest Kelley     | komandér Leonard McCoy, šéflékař                                                |
| James Doohan        | kapitán Montgomery Scott, šéfinženýr                                            |
| George Takei        | komandér Hikaru Sulu, kormidelník                                               |
| Walter Koenig       | komandér Pavel Čechov, taktický důstojník                                       |
| Nichelle Nicholsová | komandér Nyota Uhura, komunikační důstojník                                     |
| Mark Lenard         | velvyslanec Sarek, otec Spocka                                                  |
| Jane Wyattová       | Amanda Graysonová, manželka Sareka a matka Spocka                               |
| Majel Barrettová    | komandér Christine Chapelová, lékařský důstojník na velitelství Hvězdné flotily |
| Robert Ellenstein   | prezident Spojené federace planet                                               |
| John Schuck         | klingonský velvyslanec                                                          |
| Brock Peters        | admirál Flotily Cartwright                                                      |
| Robin Curtisová     | podporučík Saavik                                                               |
| Catherine Hicksová  | Dr. Gillian Taylorová, bioložka z 20. století                                   |

Ve filmu se v menších rolích objevily také Madge Sinclairová jako kapitán hvězdné lodi USS Saratoga, Jane Wiedlinová jako Trillya, mimozemský komunikační důstojník na lodi USS Shepard, a Grace Lee Whitneyová, která si zde zopakovala roli Janice Randové, nyní působící na velitelství Hvězdné flotily.

## Produkce

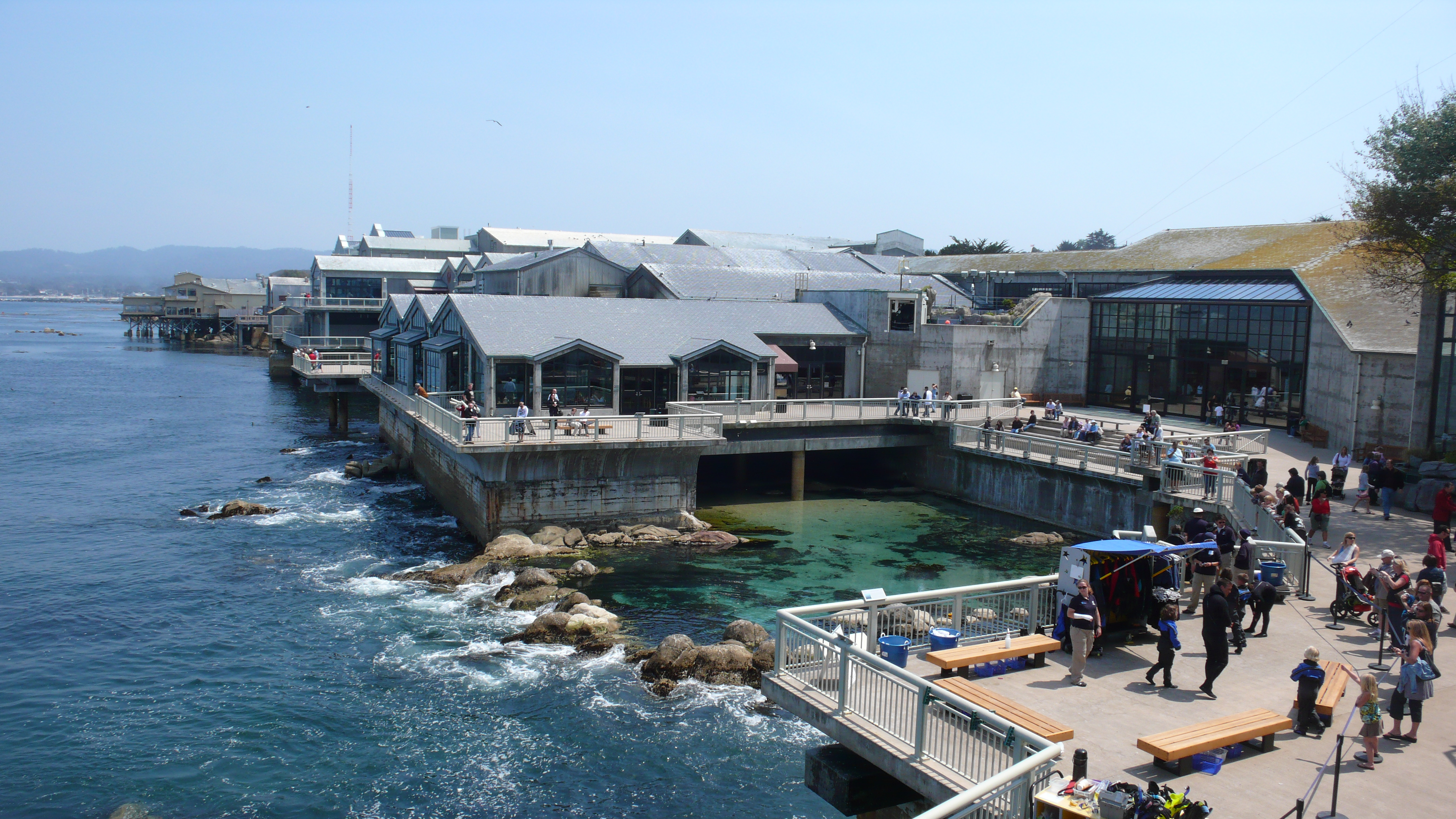
Monterey Bay Aquarium v Kalifornii, které po přidání speciálních efektů posloužilo jako filmový Institut kytovců

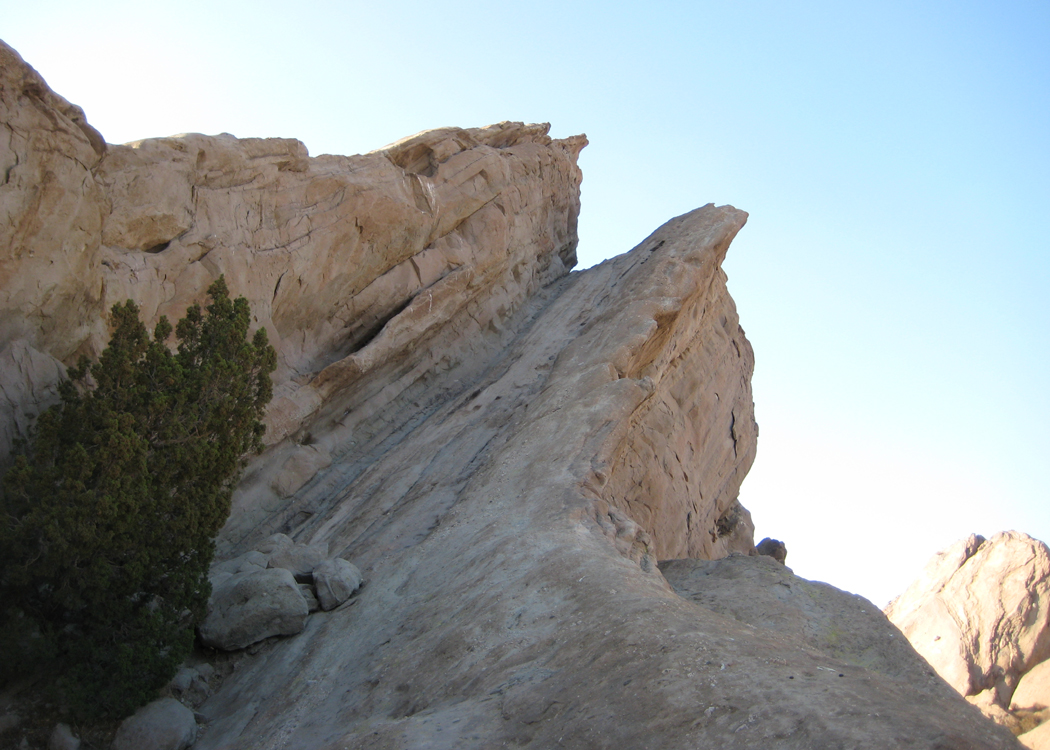
Vasquez Rocks vytvořily ve filmu planetu Vulkán

Ještě před uvedením Pátrání po Spockovi do kin byl Leonard Nimoy dotázán, zdali by nechtěl režírovat i další film z prostředí Star Treku, s čímž souhlasil. Nimoy i producent Harve Bennett chtěli na rozdíl od předchozích trekovských snímků vytvořit film ne tak vážný a bez jasné hlavní záporné postavy. Protože William Shatner neměl již o pokračování zájem, strávili osm měsíců nad konceptem prequelu od producenta Ralpha Wintera o postavách na Akademii Hvězdné flotily. Nicméně po slibu režírování následujícího filmu a zvýšení platu na 2 miliony dolarů Shatner se zopakováním role admirála Kirka nakonec souhlasil. Přes jeho pochybnosti vybrali Nimoy s Bennettem příběh o cestování v čase, ve kterém se má Enterprise střetnout s takovým problémem, jenž je možné vyřešit pouze v tehdejší přítomnosti (tedy minulosti startrekovských postav). Zabývali se např. houslaři, ropnými vrty nebo nákazou, jejímž vyléčením by byly zničeny všechny deštné lesy. Tento nápad s tisícovkami nemocných a umírajících lidí se ale neshodoval s odlehčeným příběhem, který měl vzniknout. Leonard Nimoy v té době četl knihu o vyhynulých druzích zvířat, z čehož nakonec vytvořil příběh filmu. Na myšlenku keporkaků narazil po rozhovoru se svým přítelem, jejich zpěv totiž dodá filmu tajemno a jejich velikost postaví hrdiny před logistické problémy, které musí překonat.
Eddie Murphy, který znal režiséra přes scenáristu Policajta z Beverly Hills, měl zájem ve snímku hrát. Pro napsání scénáře s Murphym jako univerzitním profesorem, který věří v existenci mimozemšťanů a má rád zpěvy velryb, byli najati Steve Meerson a Peter Krikes. Protože se Murphymu ale tento koncept nelíbil, chtěl hrát mimozemšťana nebo důstojníka Hvězdné flotily, rozhodl se místo Star Treku natočit snímek Zlaté dítě, přičemž toto svoje rozhodnutí později uvedl jako chybu. Postava zamýšlená pro něj byla nakonec zkombinována s mořským biologem a reportérkou, čímž vznikla Gillian Taylorová. Studio Paramount Pictures ale nebylo se scénářem spokojeno, proto byl kontaktován Nicholas Meyer, režisér a spoluautor snímku Star Trek II: Khanův hněv, jestli by nepomohl. Po kladné odpovědi Meyer s Harvem Bennettem rozdělili příběh na tři části. Producent napsal první čtvrtinu děje až po bod cesty časem, Meyer vytvořil střední úsek příběhu odehrávající se v minulosti a Bennett scénář dokončil. V této jejich verzi měla Gillian Taylorová zůstat na Zemi a měla, navzdory případnému časovému paradoxu, slíbit, že se pokusí keporkaky jako druh zachránit. Meyer preferoval toto ukončení s vysvětlením, že divákům ukáže, že ekologické chování v dnešní době může být prevencí před problémy v budoucnosti. Meyer a Bennett také zavrhli nápad Meersona a Krikese přeletu klingonského Dravce nad Super Bowlem a náznak, že Saavik zůstala na Vulkánu kvůli očekávání Spockova syna. Charakter scénáře se Nimoyovi líbil, protože nechtěl „žádné umírání, žádné bojování, žádné přestřelky, žádná fotonová torpéda, žádné phaserové paprsky, žádného stereotypního záporáka“, spokojeno bylo i vedení Paramountu.
Speciální efekty a modely plavidel, stejně jako pro předchozí snímky, vytvořila společnost Industrial Light & Magic (ILM). Pro natáčení mimozemské sondy byly vytvořeny tři její modely, základní, dlouhý 2,4 m, menší pro široké záběry a větší s délkou 6,1 m, který byl určen pro záběry s perspektivou pro iluzi masivních rozměrů. Protože by světelné efekty vytvořené v postprodukci byly časově náročné, byly provedeny již při filmování modelu. Vysunutá a otáčející se anténa sondy byla naplněna halogenovými žárovkami a výbojkami, které byly zapnuty v pořadí pro různé expozice, jež snímaly tři kamery, každá pro jinou expozici, což vytvořilo výsledný efekt. Kromě sondy již Cesta domů nevyžadovala žádné další nové modely. Pro loď USS Saratoga byl použit model Reliantu z Khanova hněvu, klingonský Dravec a vesmírný dok byly postaveny pro Pátrání po Spockovi. ILM ale vytvořila ještě jednu verzi Dravce, která byla určena pro akční záběry. Interiér Dravce tvořily odlišné dekorace, než tomu bylo v předchozím filmu, designéři se ale drželi ostré a mimozemské architektonické estetiky. Pro Enterprise-A musel být během šesti týdnů opraven původní model lodi, který byl těžce poškozen pro scénu z předchozího filmu. Kostýmy vytvořil opět Robert Fletcher. V části odehrávající se na Zemi 20. století nosí Kirk i jeho posádka nadále oblečení z 23. století. Leonard Nimoy původně zamýšlel, že by si posádka sehnala dobové svršky, ale poté, co viděl, jak se lidé v současném San Franciscu oblékají, tuto ideu zavrhl.
Natáčení začalo 24. února 1986, jako první byly nafilmovány záběry z paluby hvězdné lodi Saratoga. Pro její můstek posloužily upravené kulisy můstku lodi Grissom z Pátrání po Spockovi, což zase byl upravený můstek Enterprise. Tato část byla natočena jako první, protože dekorace musely být přepracovány, aby na konci produkce posloužily také pro můstek nové Enterprise-A. Cesta domů byla první trekovský film, jehož filmování z velké části probíhalo v exteriérech. Většina produkce byla v okolí San Francisca natočena během 10 dní filmování. Objevily se však logistické problémy: scéna, ve které je Kirk málem přejet rozzlobeným řidičem, vyžadovala 12–15 aut a v případě, že by se nepovedla, zabral by opakovaný záběr další půlhodinu. Další scény byly sice natočeny ve městě, byly ale použity různé dekorace (např. italská restaurace, kde večeřeli Kirk a Taylorová). Ve filmu přistane Dravec v Golden Gate Parku, tedy místě, kde vznikly některé záběry pro Khanův hněv. Kvůli silnému dešti den před natáčením musely být tyto záběry natočeny v Rogers Parku západně od Los Angeles.
Pankáč v autobusu, kterého Spock zneškodnil vulkánským nervovým stiskem, je ve skutečnosti vedoucí výroby filmu Kirk Thatcher, který sám napsal a nahrál píseň „I Hate You“, kterou hlasitě pouští z magnetofonu. Tato scéna byla inspirovány Nimoyovými skutečnými zážitky z New Yorku. Institut kytovců byl vytvořen s použitím skutečného areálu Monterey Bay Aquarium v Kalifornii. Pomocí speciálních efektů byla do exteriéru tohoto areálu přidána nádrž s keporkaky a na obzor obrysy San Francisca. Ve snímku navštíví Uhura a Čechov nukleární letadlovou loď USS Enterprise. Protože bylo toto plavidlo v době natáčení na moři, posloužila štábu letadlová loď bez jaderného pohonu USS Ranger. Scéna, ve které se Uhura a Čechov ptají lidí na ulici na cestu k lodi s jaderným pohonem, byla natáčena na skrytou kameru. Lidé, kteří se v tomto záběru nachází, byli sice najati pro tento den filmování, nicméně, i přes legendy o opaku, věděli, že jsou natáčeni. Pro popředí velitelství Hvězdné flotily posloužily záběry z letiště Oakland International Airport.
Planeta Vulkán s exteriéry Dravce byla vytvořena pomocí maleb a studiových dekorací. Nicméně širokoúhlý záběr Spocka stojícího na útesu a hledícího na scénu byl natočen ve Vasquez Rocks, parku severně od Los Angeles. Pro ušetření finančních prostředků bylo pro zasedání Rady Federace vytvořena dekorace pouze s jednou čelní stěnou, která byla přesouvána a kterou ukazují navzájem opačné záběry. Cesta domů byla prvním trekovským filmem, ve kterém se objevilo operační velitelství Flotily. Aby zjistili, jak by mohlo takové velitelství pro hluboký vesmír vypadat, vydali se producent Bennett s režisérem Nimoyem na exkurzi do Jet Propulsion Laboratory. Výsledkem toho byl velký centrální stůl s video monitory, který později posloužil jako příslušenství ve strojovně v seriálu Star Trek: Nová generace.
Pro Cestu domů navrhl designér Michael Okuda pro Federaci počítačové ovládání s podsvíceným displejem, které bylo později nazváno jako „okudagramy“ a použito v následujících startrekovských filmech a seriálech. Velryby ve snímku jsou robotické modely o délce 1,2 m, které vytvořil expert na robotiku Walt Conti s pomocí mořského autora a ilustrátora Pietera Folkense, jenž pomohl vytvořit reálný vzhled keporkaků.
Hudbu pro film napsal Nimoyův přítel Leonard Rosenman. Pro titulní hudbu napsal na Nimoyovu žádost originální kompozici, ačkoliv původně vytvořil aranžmá startrekovského tématu Alexandera Courage. Pro scény odehrávající se na Zemi použil nejrůznější styly hudby. První záběry posádky v ulicích San Francisca jsou doprovázeny soudobou skladbou žánru jazz fusion od skupiny Yellowjackets, Čechovův únik z letadlové lodi je doplněn klasickou ruskou kompozicí, při útěku z nemocnice se ozývá hudba v barokním stylu. Při prvním pohledu na novou Enterprise-A před závěrečnými titulky využil Rosenman Courageovo téma.

## Vydání a ohlasy
Star Trek IV: Cesta domů byl do amerických kin uveden 26. listopadu 1986, během prvních pěti dnů vydělal 39,6 milionů dolarů, čímž ukončil osmitýdenní žebříčkovou vládu Krokodýla Dundeeho. V USA postupně tržby dosáhly 110 milionů dolarů a celosvětově 133 milionů dolarů, což z něj při rozpočtu 21 milionů dolarů učinilo do té doby komerčně nejúspěšnější startrekovský film. Také byla vydána novelizace filmové předlohy pod názvem Zpěv z neznáma, kterou napsala spisovatelka Vonda McIntyreová (v Česku vyšla v roce 1994 v nakladatelství Albert Boskovice).
Snímek byl kritikou přijat většinou pozitivně. Pro Paula Attanasia z The Washington Post byl film „volná, žoviální a nesmírně příjemná vánoční zábava“, retrospektivní recenze BBC označila Cestu domů jako „jednu z nejsilnějších epizod série a důkaz, že fenomén Star Treku mohl absencí vesmírných akcí a ikonické USS Enterprise vyzrát a být stále velmi příjemný“. Ačkoliv Janet Maslinová (The New York Times) označila příběh za „slabomyslný“, přiznala, že snímek „toho hodně udělal pro dlouhé přežití série“. Jedna z mála negativnějších recenzí pocházela od Liama Lacyho z The Globe and Mail, který napsal, že pod Nimoyovou „neklidnou“ režií ve filmu byl nedostatek komického načasování spojený se slabým humorem.
Film byl získal 11 nominací na 14. ročníku Saturnovy ceny, mimo jiné za herecké výkony Williama Shatnera, Leonarda Nimoye a Catherine Hicksové, a čtyři nominace na Oscara v kategoriích Nejlepší hudba, Nejlepší zvuk, Nejlepší střih zvuku a Nejlepší kamera, žádného však nezískal.
Na VHS byla Cesta domů vydána 30. září 1987, na DVD vyšla poprvé 9. listopadu 1999 doplněná o kinotrailer a úvod z VHS reedice z roku 1992. Dne 4. března 2003 vyšla dvojdisková sběratelská edice s bonusovými materiály, včetně textového komentáře designéra Michaela Okudy a audiokomentářů Leonarda Nimoy a Williama Shatnera. V květnu 2009 vyšla remasterovaná blu-ray verze s přidaným soundtrackem a audiokomentáři Roberta Orciho a Alexe Kurtzmana, scenáristy snímku Star Trek (2009).
V Česku byl snímek poprvé uveden 29. května 1996 na TV Nova.